# 林嚴雄
林嚴雄（日语：／ Hayashi Izuo，1922年5月1日—2005年9月26日），日本物理學家。

## 生平
1922年5月1日，林嚴雄誕生於日本東京，東京大學理學部畢業，理學博士（東京大學）。
1963年，林嚴雄赴美，在麻省理工學院作博士後研究。1970年，在美國貝爾實驗室成功實現常溫下的雷射二極體。1971年返國服務。
2001年獲得京都獎之後，林嚴雄將獎金捐給日本應用物理學會，設立了光・電子集積技術業績獎（林嚴雄獎）。
2005年9月26日，林嚴雄因急性白血病病逝，享年83歲。

### 主要成就
率先實現雷射二極體。
2005年，日本《牛顿》預測27名日本人可能獲得諾貝爾獎，林嚴雄名列其中，但在同年9月病逝。

## 榮譽
- 1961年：藤原獎（日语：藤原賞）
- 1974年：市村產業獎（日语：市村産業賞）
- 1984年：IEEE J J Ebers Award
- 1986年：朝日獎
- 1988年：IEEE David Sarnoff Award
- 1993年：Marconi Fellowship
- 2001年：京都獎[1]